# Vates festae
Vates festae es una especie de mantis de la familia Mantidae.

## Distribución geográfica
Se encuentra en Ecuador Colombia y Perú.